# شارون بيل
شارون بيل  (ولدت في 7 مايو 1993) ممثلة كندية، تشتهر بدورها في مسلسل إل جي بي تي على ويب كارميلا (2014).

## روابط خارجية
- شارون بيل على موقع IMDb (الإنجليزية)
- شارون بيل على موقع قاعدة بيانات الفيلم (الإنجليزية)